# Humerana miopus
Humerana miopus är en groddjursart som först beskrevs av George Albert Boulenger 1918.  Humerana miopus ingår i släktet Humerana och familjen egentliga grodor. IUCN kategoriserar arten globalt som livskraftig. Inga underarter finns listade i Catalogue of Life.